# Глебово (Чернский район)
Глебово — деревня в Чернском районе Тульской области. Входит в состав Липицкого муниципального образования.

## История
В 1961 году указом Президиума Верховного Совета РСФСР деревня Глебово-Дурново переименована в Глебово.

## Население
| 2010 |
| ---- |
| 9    |